# Strigocuscus pelengensis
Espèce
Statut de conservation UICN

 LC  : Préoccupation mineure
Strigocuscus pelengensis est une espèce de marsupiaux de la famille des Phalangeridae.

## Distribution
Cette espèce est endémique d'Indonésie, elle se rencontre sur les îles Banggai et Sula.

## Liste des sous-espèces
Selon Mammal Species of the World (version 3, 2005)  (27 mai 2010) :
- sous-espèce Strigocuscus pelengensis mendeni Feiler, 1978
- sous-espèce Strigocuscus pelengensis pelengensis Tate, 1945

## Publication originale
- (en) Tate, 1945  : The marsupial genus Phalanger. American Museum novitates. American Museum Novitates, n. 1283, p. 1–41 (texte intégral).